# 3361 Орфеј
3361 Орфеј (енгл. 3361 Orpheus) је Аполо астероид чија средња удаљеност од Сунца износи 1,209 астрономских јединица (АЈ).
Апсолутна магнитуда астероида је 19,03.